# Rhacodactylus sarasinorum
Rhacodactylus sarasinorum е вид влечуго от семейство Diplodactylidae. Видът е световно застрашен, със статут Уязвим.

## Разпространение и местообитание
Видът е разпространен в южните части на новокаледонския остров Гранде Тере.
Среща се в гори и храсти от 20 до 600 метра надморска височина.